# Паулу Тайшер
Паулу Тайшер (порт. Paulo Taicher; нар. 4 червня 1977) — колишній бразильський тенісист.
Найвищу одиночну позицію світового рейтингу — 210 місце досяг 5 липня 1999, парну — 186 місце — 18 жовтня 1999 року.

## Титули на челленджерах

### Парний розряд: (1)
| Ранг | Рік  | Турнір        | Покриття | Партнер        | Суперники                | Рахунок       |
| ---- | ---- | ------------- | -------- | -------------- | ------------------------ | ------------- |
| 1.   | 1999 | Кіто, Еквадор | Ґрунт    | Андрес Сінгман | Оскар Ортіс Марко Осоріо | 7–5, 4–6, 7–5 |